# 昂伯奈
昂伯奈（法語：Ambenay）是法国厄尔省的一个市镇，位于该省南部偏西，属于埃夫勒区。该市镇总面积16.8平方公里，2009年时的人口为529人。

## 人口
昂伯奈人口变化图示